# ديلان ليفيت
ديلان جيمس كريستوفر ليفيت (من مواليد 17 نوفمبر 2000) هو لاعب كرة قدم ويلزي محترف يلعب كلاعب خط وسط لمانشستر يونايتد ومنتخب ويلز.

## مسيرته الكروية
انضم ليفيت إلى أكاديمية شباب مانشستر يونايتد في سن الثامنة ووقع أول عقد احترافي له مع النادي في أبريل 2018.  في نوفمبر 2019، وقع عقدًا جديدًا مع النادي حتى يونيو 2022.  ظهر لأول مرة مع مانشستر يونايتد في مباراة ضمن منافسات الدوري الأوروبي ضد أستانا في 28 نوفمبر 2019. 
في 8 سبتمبر 2020، إنتقل ليفيت على سبيل الإعارة لمدة موسم إلى تشارلتون أثليتيك.  في 8 يناير 2021، تم قطع إعارة ليفيت إلى تشارلتون أثليتيك بعد أن شارك في خمس مباريات فقط مع الفريق الأول. 
في 15 فبراير 2021، انضم ليفيت إلى نادي إسترا 1961 على سبيل الإعارة للفترة المتبقية من موسم 2020-21.  في 14 أبريل، حصل على فرصة من قبل المدرب دانييل جوميتش في نصف نهائي كأس كرواتيا ضد رييكا، حيث تم اختياره في التشكيلة الأساسية ولعب حتى الدقيقة 64. 

## مسيرته الدولية
مثل ليفيت ويلز في مستويات أقل من 17 عامًا وتحت 19 عامًا وتحت 21 عامًا. في مايو 2019، تم استدعاؤه إلى فريق ويلز الأول لأول مرة.  ظهر لأول مرة في 3 سبتمبر 2020، في الفوز 1–0 ضد فنلندا.  في مايو 2021، تم اختياره في تشكيلة ويلز المكونة من 26 لاعباً لبطولة يورو 2020 . 

## روابط خارجية
- ديلان ليفيت على موقع الاتحاد الدولي (مؤرشف)  (الإنجليزية)
- ديلان ليفيت على موقع الاتحاد الأوربي (الإنجليزية)
- ديلان ليفيت على موقع قاعدة بيانات كرة القدم.إي يو (الإنجليزية)
- ديلان ليفيت على موقع ناشيونال فوتبول تيمز (الإنجليزية)
- ديلان ليفيت على موقع Soccerbase.com (لاعب) (الإنجليزية)
- ديلان ليفيت على موقع Soccerway.com (الإنجليزية)
- ديلان ليفيت على موقع عالم كرة القدم.نت (الإنجليزية)

- ديلان ليفيت – سجل منافسات اليويفا
- الملف الشخصي على موقع نادي مانشستر يونايتد